# Myrcia florida
Myrcia florida là một loài thực vật có hoa trong Họ Đào kim nương. Loài này được Lem. mô tả khoa học đầu tiên năm 1853.